# Grasă de Cotnari

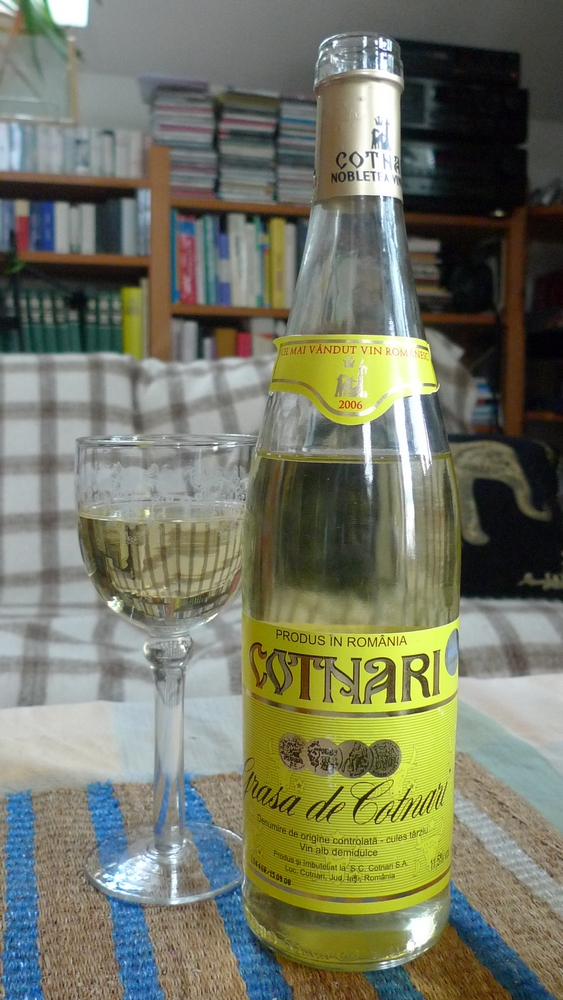
Halbsüßer Grasă de Cotnari

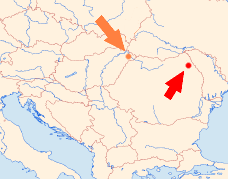
Herkunftsregion des Grasă (rot) und des Tokajers (orange)

Grasă de Cotnari ist ein rumänischer Weißwein, der meist als süßer Dessertwein, gelegentlich aber auch halbsüß in den Handel kommt. Er wird aus spät gelesenen, teilweise rosinierten und im Idealfall botrytisbefallenen Trauben der weißen Rebsorte Grasă unter Beimischung von Mosten anderer weißer Reben, insbesondere der Fetească Albă gekeltert.
Herkunftsregion dieses berühmtesten rumänischen Weines, der auch lange Zeit in Europa und Übersee sehr gefragt war, ist das Weinbaugebiet Cotnari im Nordosten Rumäniens, nahe der Grenze zur Republik Moldau. Das Weinbaugebiet hat eine sehr lange, zumindest bis ins Mittelalter zurück reichende Tradition und ist vor allem für seine Süßweine bekannt. Mit dem allgemeinen Nachfragerückgang an Süßweinen nach dem Zweiten Weltkrieg und durch schlechte Kellerwirtschaft während der kommunistischen Ära Rumäniens geriet der Grasă de Cotnari international weitgehend in Vergessenheit. Auch heute noch ist er im überregionalen Fachhandel nur selten erhältlich, obwohl sich die angebotenen Qualitäten in den letzten Jahren wesentlich verbessert haben.
Ein sorgfältig vinifizierter Grasă de Cotnari ist ein goldgelber, trotz seiner Süße mit einer feinen Säurestruktur aufwartender Dessertwein mit 12–14 Alkoholgraden und heute nicht mehr als 200 Gramm/Liter Restzucker. Frühere Jahrgänge wiesen bedeutend höhere Restzuckermengen von 300 Gramm/Liter und mehr auf. Gelungene Produkte weisen ein deutliches Aprikosenbouquet sowie Walnuss- und Mandelaromen auf. In seiner Charakteristik erinnert er etwas an einen Tokajer, dessen Trägersorte Furmint der Grasă ähnlich ist und lange als mit ihr identisch erachtet wurde. Er sollte gekühlt, mit etwa 10–12 Grad Celsius getrunken werden.